# 再生门
《再生门》又名《重生杀机》（德語：Die Tür）是一部2009年改编自小说《Die Damalstür》的德国科幻惊悚片，由安诺·索尔导演，麦斯·米科尔森和洁西卡·史瓦兹主演。

## 剧情简介
一位艺术家因为疏于照顾失去了自己的女儿，他的生活因此陷入黑暗。五年后的一天他意外发现了一扇通往过去的神秘大门，在那里他开始尝试弥补自己的过错，改变自己的命运。   

## 演员表
- 麦斯·米科尔森 饰 David Andernach
- 洁西卡·史瓦兹 饰 Maja Andernach
- Valeria Eisenbart 饰 Leonie Andernach
- Thomas Thieme（英语：Thomas Thieme） 饰 Siggi Butschma
- Tim Seyfi（英语：Tim Seyfi） 饰 Max Oelze
- Stefan Gebelhoff 饰 Paul Wiegand
- Suzan Anbeh（英语：Suzan Anbeh） 饰 Susanne Wiegand
- 海克·瑪卡琪 饰 Gia